# Phare de St Mary's
Le phare de St Mary's Island était un phare situé sur St Mary's Island, une petite île accessible à marée basse de Whitley Bay, dans le comté de Tyne and Wear en Angleterre. Ce phare est géré par le North Tyneside Council.
Il est maintenant protégé en tant que monument classé du Royaume-Uni de Grade II.

## Histoire
Le phare et les maisons adjacentes ont été construits en 1898 par la John Miller Company de Tynemouth, en utilisant 645 blocs de pierre et 750.000 briques. Il a été construit sur l'emplacement d'une ancienne chapelle monastique du XIe siècle, dont les moines ont maintenu une lanterne sur la tour pour avertir les navires de passage du danger des roches alentour. Le phare a été construit en 1898 et la lumière fonctionnait à l'huile de paraffine et n'a pas été électrifiée jusqu'en 1977. Il était alors le dernier phare de la Trinity House à être alimenté à l'huile.

## Désaffectation

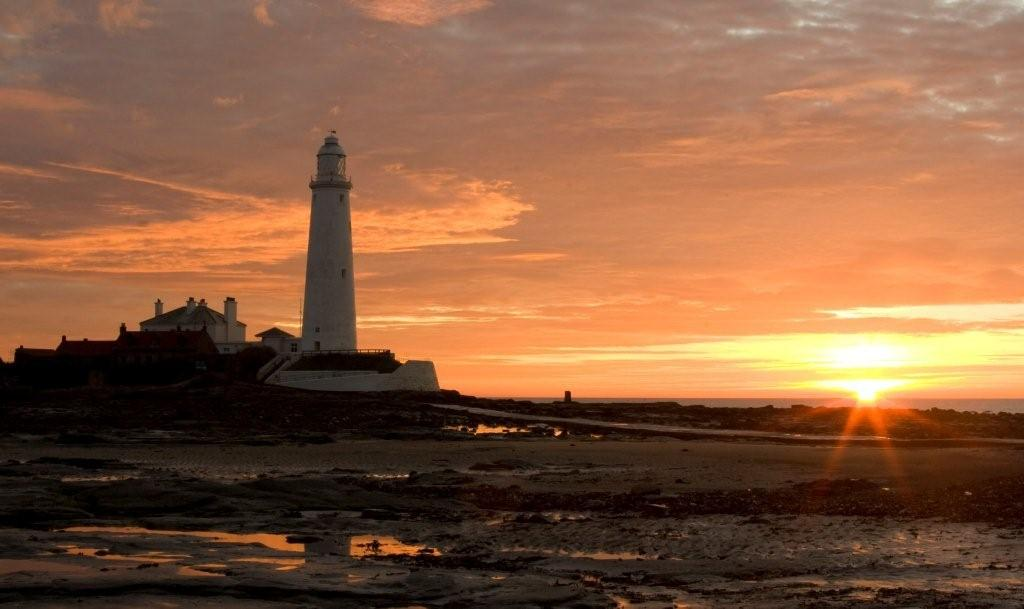
Phare de St Mary au lever du soleil

Le phare a été désarmé en 1984, juste deux ans après sa conversion à l'automatisation. À l'époque, sa fine lentille de Fresnel de premier ordre a été enlevée par Trinity House et exposée dans leur musée à Penzance. Quelques années plus tard, le phare de St Mary's a été ouvert comme une attraction publique par l'autorité locale. À la place de l'original, la Trinity House a offert une optique plus petite de leur phare de Withernsea qui est visible dans la lanterne au sommet de la tour. Après la fermeture du musée du phare de Penzance, la lentille originale est revenue à St Mary's en 2011 pour être exposée dans la salle des visiteurs.

## Le phare aujourd'hui
Depuis 2012, le phare de St Mary est monument classé de Grade II. Bien qu'il ne fonctionne plus comme phare actif, il est facilement accessible par la chaussée rocheuse à marée basse et régulièrement ouvert aux visiteurs. En plus du phare, il y a un petit musée, un centre d'accueil et un café.
Un autre phare victorien peut être vu à quelques kilomètres au sud de la rivière Tyne. Le phare de Souter, qui est également désaffecté et ouvert au public, peut être vu à l'œil nu depuis le haut du phare.
Identifiant : ARLHS : ENG-145 - ex Amirauté : A2748.

### Lien connexe
- Liste des phares en Angleterre